# Otto Struve
Otto Struve (ukrajinsko О́тто Людвігович Стру́ве, Otto Ljudvigovič Struve), ukrajinsko-ameriški častnik in astronom, * 12. avgust 1897, Harkov, Ruski imperij (sedaj Ukrajina), † 6. april 1963, Berkeley, Kalifornija, ZDA.
Otto Struve je bil četrti v rodovini znanih astronomov. Bil je sin Ljudviga Ottoviča Struveja, vnuk Otta Vasiljeviča Struveja in pravnuk Friedricha Georga Wilhelma von Struveja, ruskih astronomov nemškega porekla. Tudi njegov stric Karl Hermann Struve je bil znan astronom.

## Življenje
Med 1. svetovno vojno je kot častnik služil v poljskem topništvu ruske vojske na turški fronti, potem pa je šel na Univerzo v Harkov, kjer je leta 1919 diplomiral z odličnim uspehom. Ker se je bojeval na strani belih v revoluciji, je po zmagi oktobrske revolucije leta 1920 skupaj z očetom Ljudvigom pobegnil najprej v Sevastopol, kjer je 4. novembra umrl oče.
Leto dni je bil v izgnanstvu v Gallipoliju v Turčiji in kasneje v Konstantinoplu. V tem času se je preživljal kot gozdni delavec. Zvedel je, da je zaradi tuberkuloze umrl njegov brat Werner, prav tako beloruski častnik. Utopila se je tudi njegova sestra. Pisal je svojemu stricu Karlu Hermannu v Nemčijo za pomoč, vendar je tudi stric nekaj mesecev kasneje umrl. Stričeva vdova je prosila moževega naslednika na Observatoriju Berlin-Babelsberg naj piše predstojniku Observatorija Yerkes v Williams Bayu v Wisconsinu Edwinu Brantu Frostu. Ponudba za službo je kmalu prispela.
Tako je leta 1921 ošel v ZDA. Doktoriral je leta 1923 na Univerzi v Chicagu. Istega leta je pripotovala v ZDA tudi njegova mati Elizaveta.
Ameriški državljan je postal leta 1927. Kot predstojnik Observatorija Yerkes je nasledil Frosta. Predaval je na Univerzi v Chicagu, kjer je ostal do leta 1947. Nekaj časa je bil predstojnik kar štirih observatorijev. Poleg tega je bil urednik revije Astrophysical Journal. Poleg raziskovanja v astronomiji je napisal več knjig. Bil je tudi predsednik Mednarodne astronomske zveze (IAU).
V letu 1925 se je poročil s pevko Mary Martho Lanningovo. Nista imela otrok in z njegovo smrtjo je znana astronomska družina zamrla.

## Delo
Zanimal se je za probleme nastanka in razvoja zvezd. Ukvarjal se je z vsemi fazami zvezdne astronomije in izdelal današnje predstave o razvojnem procesu v zvezdah. Delal je na teoretični in praktični zvezdni spektroskopiji.
Odkril je medzvezdno snov, redek plin, ki se nahaja med zvezdami. Proučeval je fizično stanje zvezdnih atmosfer in pogoje nastajanja spektralnih črt. Opazil je kalcij, ki ima izrazite spektralne črte, potem pa mnogo bolj pomemben vodik, ki je kmalu postal pomemben pri delu radijskih astronomov, kot na primer van de Hulst in Oort.
Ni se strinjal z astronomi, kot je bil James Hopwood Jeans, ki so trdili, da so planetni sestavi izredno redki. Namesto tega je odkril mehanizme, ki omogočajo nastanek planetnih sestavov v normalnem zvezdnem razvoju. Ugotovil je vrtenje zvezd okoli svoje osi. Opazil je, da se nekatere zvezde zelo hitro vrte, druge, kot je naše Sonce, pa se vrte zelo pačasi. Verjel je, da se počasne zvezde vrte počasi zato, ker so oddale vrtilno količino planetom in so zato središča planetnih sestavov. To delo, povezano z geokemičnimi raziskavami (npr. Harold Clayton Urey), je utrdilo misel, da je življenje in morda celo inteligentno življenje v Vesolju razmeroma pogosto.
Do leta 1950 je bil Struve predstojnik Observatorija Yerkes. Istega leta je sprejel profesorsko mesto na Univerzi Kalifornije in leta 1959 postal predstojnik Narodnega radijsko astronomskega observatorija (National Radio Astronomy Observatory, NRAO) pri Green Banku, Zahodna Virginija.

## Priznanja

### Nagrade
- zlata medalja Kraljeve astronomske družbe (RAS) (1944)
- medalja Bruceove (1948)
- medalja Henryja Draperja (1949)
- lektorat Henryja Norrisa Russlla Ameriškega astronomskega društva (AAS) (1957)

### Poimenovanja
- Struve – udarni krater na Luni, imenovan po treh astronomih iz družine Struve, Ottu Vasiljeviču, Ottu in Friedrichu Georgu Wilhelmu
- 2227 Otto Struve – asteroid glavnega asteroidnega pasu, imenovan po njem
- Daljnogled Otta Struveja – daljnogled v Observatoriju McDonald, imenovan po njem